# Sedloňov
Sedloňov település Csehországban, Rychnov nad Kněžnou-i járásban. Sedloňov Deštné v Orlických horách, Olešnice v Orlických horách, Sněžné, Duszniki-Zdrój és Dobřany településekkel határos. Lakosainak száma 210 fő (2024. január 1.).

## Népesség
A település lakosságának változását az alábbi diagram mutatja:
| Lakosok száma | 1833 | 1733 | 1236 | 557  | 339  | 262  | 220  | 214  | 211  | 210  |
|               | 1869 | 1890 | 1921 | 1950 | 1980 | 2001 | 2017 | 2019 | 2022 | 2024 |